# Jacques Milliez
Pour les articles homonymes, voir Milliez.
Jacques Milliez, né le 4 mai 1943 à Paris, est un médecin, professeur et écrivain français.

## Biographie
Tout en étant un sportif de haut niveau en nautisme, il fait ses études en médecine et est interne dans les hôpitaux de Paris dès 1967. Il devient gynécologue-obstétricien en 1973 et soutient l'année suivante une thèse à l'université Paris-Descartes (Paris V) intitulée Les indications chirurgicales et les limites de la réanimation médicale dans le traitement des colites d'évolution aiguë ou fulminante. 
Entre 1975 et 1977, il est chercheur à l'université Columbia de New York. De retour en France, il assume un temps le poste de chef de clinique assistant des hôpitaux de Paris, puis se rend en Tunisie pour enseigner à l’université de Sfax. De 1982 à 1986, il est successivement maître de conférences en Algérie, puis professeur à l'université Paris-Est Créteil Val-de-Marne (Paris XII) et chef du service de gynécologie obstétrique de l’hôpital intercommunal de Créteil. En 1986, il retourne à l'enseignement comme professeur de gynécologie obstétrique à l’université Pierre-et-Marie-Curie (Paris VI) jusqu'en 1992, où il est nommé chef du service de maternité de l’hôpital Saint-Antoine de Paris, avant d'être directeur de l’école de sages-femmes de 1992 à 2012.
Secrétaire général de la fédération des gynécologues-obstétriciens de langue française, il a aussi été président du comité d’éthique de la fédération internationale de gynécologie obstétrique de 2006 à 2009.
Le docteur Jacques Milliez s'est toujours positionné pour l'avortement et ce depuis les années 1970. En 2000, dans un entretien accordé à la délégation du droit des femmes à l'Assemblée nationale, concernant son livre : L'Euthanasie du fœtus, il évoque les avortements clandestins pratiqués avant la loi Veil et déclare : " Quelquefois les complications étaient très graves : perforations utérines, péritonites, insuffisances rénales entraînant la mort (…) L'avortement nous apparaissait alors comme une question de vie ou de mort et nous considérions qu'il était du devoir des médecins de ne pas exposer, par des avortements non médicalisés, la vie de ces femmes. c'était notre objectif"  Et affirme aussi à propos des femmes qui souhaitent se faire avorter" Ce n'est jamais une demande qui se fonde sur de la désinvolture, sur une négligence ou un caprice". Le Docteur Melliez évoque aussi les échecs de contraception : '"Certaines femmes (…) sont piégées par des échecs de contraception. J'estime que c'est à la médecine d'assumer ces échecs, sauf si elles souhaitent poursuivre leur grossesse ". Il a également écrit un essai polémique sur la gestation pour autrui et Fallait-il fusiller Céline ? : les mots qui tuent (aussi bien que les balles), un essai historique qui se penche sur l'antisémitisme de l'écrivain Louis-Ferdinand Céline.
En 2008, il décroche le prix du roman d'aventures pour son roman policier L'Inconnue du Musée de l'Homme. Il a aussi fait paraître deux romans historiques, dont Tamerlan face au juge ou la Dialectique du juste, où il évoque la rencontre conflictuelle, en décembre 1400, entre le conquérant turco-mongol Tamerlan et l'historien et diplomate arabe Ibn Khaldûn.

## Œuvre

### Romans
- L'Inconnue du Musée de l'Homme, Paris, Éditions du Masque, Le Masque no 2514, 2008, 222 p.
- Le temps a effacé la haine, Saint-Denis, Édilivre, 2014, 186 p.
- Tamerlan face au juge ou la Dialectique du juste, Saint-Denis, Édilivre, 2014, 214 p.

### Essais
- L'Euthanasie du fœtus, Paris, O. Jacob, 1999, 218 p.
- Fallait-il fusiller Céline ? : les mots qui tuent (aussi bien que les balles), Saint-Denis, Édilivre, 2014, 155 p.
- La Gestation pour autrui, Saint-Denis, Édilivre, 2014, 86 p.

## Prix et récompenses
- Prix du roman d'aventures 2008 pour L'Inconnue du Musée de l'Homme[1]